# The Vengeance of She
The Vengeance of She (conocida en español como La venganza de la diosa de fuego en España y Chile, y La venganza de Ella en México y Argentina) es una película de fantasía británica de 1968 dirigida por Cliff Owen y protagonizada por John Richardson, Olinka Berova, Edward Judd, André Morell y Colin Blakely. Tiene poco en común con la novela de 1905 Ayesha: el retorno de Ella de H. Rider Haggard. Fue realizada por Hammer Film Productions como una secuela libre de la exitosa película de 1965 La diosa de fuego.

## Argumento
Una hermosa joven europea, Carol, es atraída a través de la telepatía mental a la antigua ciudad perdida de Kuma, donde se convertirá en la reencarnación de su antigua gobernante perdida, Ayesha, y consorte del amante de su predecesor, Kallikrates. A cambio, Men-Hari, miembro de los Magos, la antigua raza caldea de sabios, también podrá entrar en la llama sagrada y volverse inmortal, lo que expandirá sus ya formidables poderes mentales hasta el punto en que podrá para apoderarse del mundo entero. Sin embargo, para lograr esto, debe llevar a Carol a Kallikrates antes de que se encienda la llama sagrada durante una alineación astronómica única en la vida. Por lo tanto, Men-Hari usa sus poderes para obligar a Carol a ir a Kuma.
Men-Hari se opone a su padre, Za-Tor, líder de los Magos desde hace mucho tiempo, y al Dr. Phillip Smith, un psiquiatra, que conoce y se enamora de Carol durante su viaje. En el transcurso de sus viajes, Carol y Phillip se separan. Kassim, un místico local, intenta romper el control de Men-Hari sobre Carol, pero Men-Hari se entera de sus esfuerzos. En parte a instancias de Kallikrates, Men-Hari arrebata el liderazgo de los Magos a Za-Tor y lidera al resto de los magos en un ritual oculto prohibido para dominar y destruir a Kassim. Poco después, Carol y Phillip se reencuentran y continúan su viaje a Kuma.
A su llegada, Carol es bienvenida, pero Phillip, a quien Men-Hari percibe correctamente como una amenaza para su plan, es encarcelado. Za-Tor se acerca a Phillip y discute la situación con él, y se da cuenta del peligro en la trama de Men-Hari. Acepta hacer todo lo posible para ayudar a Phillip y luego se marcha. Sharna, una de las sirvientas de Kallikrates y que está enamorada de Kallikrates, ayuda a Phillip a escapar, mientras Za-Tor habla con su asistente en un esfuerzo por incitar a una rebelión contra Men-Hari. La trama tiene éxito hasta cierto punto, y Phillip llega a las cámaras de Kalíkrates justo cuando se enciende la llama sagrada. Sin embargo, antes de que Carol pueda caminar a través de las llamas, Phillip llama desesperadamente a Carol, incluso cuando los guardias de Kallikrates lo capturan. Los gritos de Phillip logran romper el control de Men-Hari sobre Carol, y en ese momento Za-Tor se enfrenta a Men-Hari y le explica su plan a Kallikrates. Al darse cuenta de que Za-Tor está diciendo la verdad, Kallikrates ordena que tanto Carol como Phillip sean liberados. También impide que Men-Hari entre en la llama sagrada y lo denuncia como el traidor loco por el poder que es.
Enfurecido por la frustración de su complot, Men-Hari apuñala a su padre en el estómago con una larga daga. Mientras Phillip corre en ayuda de Za-Tor, Men-Hari intenta matarlo, pero los guardias de Kallikrates matan a Men-Hari con sus espadas por orden de su rey. Kallikrates, ahora abatido más allá de todo razonamiento, luego se suicida al volver a entrar en la llama sagrada, a pesar de los esfuerzos de Sharna por detenerlo. Mientras los demás observan con horror, Kalíkrates envejece cientos de años en cuestión de segundos, luego muere y se convierte en polvo. Cuando Phillip y Carol abandonan la cámara y se dirigen a la entrada principal de la ciudad, Za-Tor revive el tiempo suficiente para orar por la destrucción de Kuma, ya que su gente ahora se ha vuelto malvada más allá de toda esperanza de rehabilitación. En respuesta directa, la llama sagrada explota hacia afuera y un terremoto comienza a destrozar la ciudad. Phillip y Carol apenas logran salir de la entrada antes de que la ciudad se derrumbe, matando a todos los que están dentro. A medida que los dos amantes comienzan a regresar a la civilización, los últimos fragmentos de la escultura gigante de Ayesha que se encontraba sobre la entrada son engullidos por la llama sagrada, significando el final de Kuma y los Magos para siempre.

## Reparto
- John Richardson como Kalikrates.
- Olga Schoberová (acreditada como Olinka Berova) como Carol.
- Edward Judd como Philip.
- Colin Blakely como George.
- Jill Melford como Sheila.
- George Sewell como Harry.
- André Morell como Kassim.
- Noel Willman como Za-Tor.
- Derek Godfrey como Men-Hari.
- Danielle Noël como Sharna.
- Gerald Lawson como El vidente.
- Derrick Sherwin como No. 1.
- William Lyon Brown como Mago.
- Charles O'Rourke como Sirviente.
- Zohra Sehgal como Putri.

## Producción
Hammer Film Productions había planeado una secuela de La diosa de fuego dentro de los tres meses posteriores a su finalización. Originalmente estaba destinada a llamarse Ayesha – Daughter of She y estar protagonizada por Ursula Andress nuevamente. El contrato de Andress con Hammer expiró después de La diosa de fuego, lo que hizo que ella no apareciera en la secuela. Susan Denberg fue elegida inicialmente para reemplazarla, pero finalmente se eligió a la recién llegada Olinka Berova.
El rodaje tuvo lugar en los estudios MGM/EMI de Inglaterra; Montecarlo; y Almería, España, a partir del 26 de junio de 1967.
El coprotagonista Edward Judd comentó sobre Berova: «Olinka no era una actriz. No se que era ella. Tal vez ella era una modelo. Supuse que lo estaba haciendo con alguien detrás de escena. Me pregunto qué fue de ella. Ella desapareció totalmente. Olinka tenía un parecido físico con Ursula, excepto que Ursula podía actuar un poco. El conocimiento de Olinka sobre el arte de la pantalla era algo limitado. Era imposible trabajar con ella. Me di cuenta: 'No hay mucho entre las orejas aquí'. Pero me mordí la lengua y pensé en el cheque de pago». La película sería la última de Judd como protagonista.
Don Sharp originalmente estaba destinado a dirigir, pero no estaba disponible.

## Estreno
La película fue mal recibida, crítica y comercialmente, siendo ampliamente criticada por tener poco o ningún parecido con las historias de H. Rider Haggard en las que supuestamente se basó.

### Taquilla
Según los registros de Fox, la película requirió $ 1 575 000 en alquileres para cubrir gastos y para el 11 de diciembre de 1970 había ganado $ 850 000, por lo que se consideró que generó pérdidas para el estudio.